# Isosaari (ö i Finland, Norra Savolax, Norra Savolax)
Isosaari är en ö i Finland. Den ligger i sjön Saarisjärvi och i kommunen Pielavesi i den ekonomiska regionen  Övre Savolax ekonomiska region  och landskapet Norra Savolax, i den centrala delen av landet, 400 km norr om huvudstaden Helsingfors. Öns area är 0,6 hektar och dess största längd är 160 meter i nord-sydlig riktning.